# (4410) Kamuimintara
(4410) Kamuimintara es un asteroide perteneciente al cinturón de asteroides, descubierto el 17 de diciembre de 1989 por Seiji Ueda y el astrónomo Hiroshi Kaneda desde el Kushiro Marsh Observatory, Hokkaido, Japón.

## Designación y nombre
Designado provisionalmente como 1989 YA. Fue nombrado Kamuimintara en homenaje a la montaña Kamuimintara ("Patio de los dioses" en el idioma ainu), o la montaña Tajsecu en japonés.

## Características orbitales
Kamuimintara está situado a una distancia media del Sol de 3,053 ua, pudiendo alejarse hasta 3,340 ua y acercarse hasta 2,765 ua. Su excentricidad es 0,094 y la inclinación orbital 11,13 grados. Emplea 1948 días en completar una órbita alrededor del Sol.

## Características físicas
La magnitud absoluta de Kamuimintara es 12. Tiene 14,494 km de diámetro y su albedo se estima en 0,135.